# 千葉JPFドーム
千葉JPFドーム（ちばジェイピーエフドーム）は、千葉県千葉市中央区の千葉公園内にある、株式会社JPFが所有する屋内型競輪場である。公営競技場としては、日本初の国際規格に準拠した1周250メートルの木製バンクを有する。250競走（PIST6）のほか、自転車競技大会や各種イベントにも使用される。

## 概要

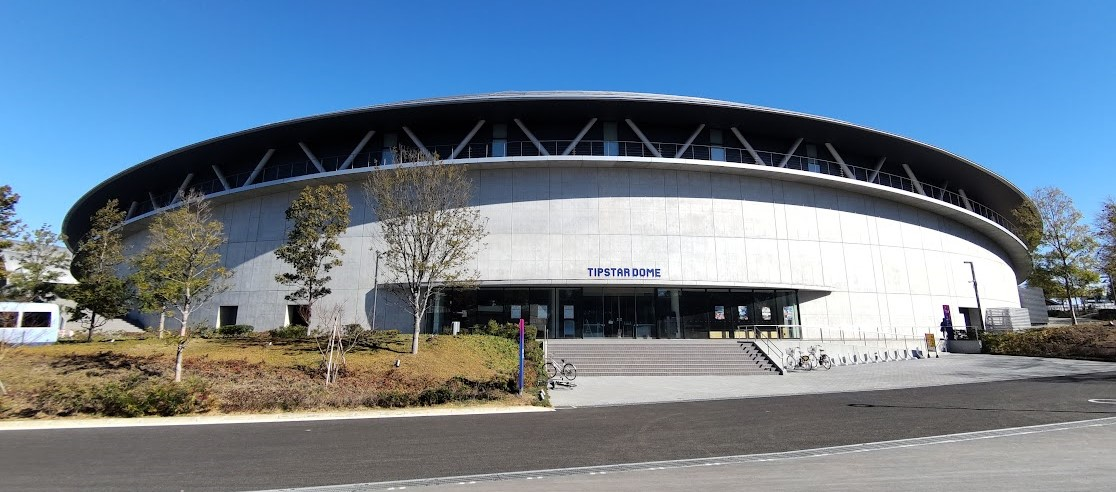
サブエントランス側外観

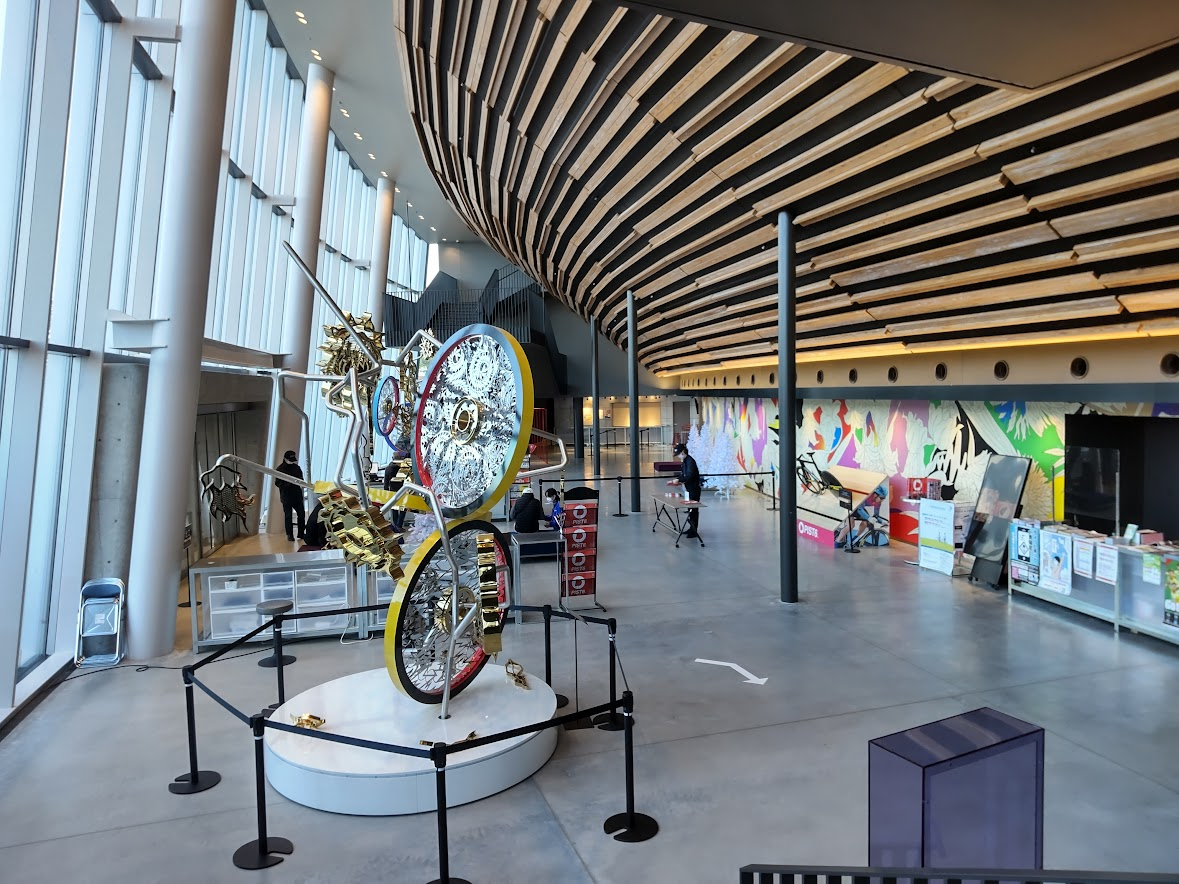
メインエントランス内

株式会社MIXIが施設命名権を取得しており、スマートフォン用の競輪・オートレースのインターネット投票アプリケーション「TIPSTAR」の名称を用いて、TIPSTAR DOME CHIBAとしている。
屋内型競輪場としては前橋競輪場、小倉競輪場に次ぐ3例目となる。スポーツ性を高め「競輪」と「自転車競技」の融合を目指す施設として計画され、2021年10月のオープンと同時に「PIST6 Championship」の名称で競輪新種目の「250（にーごーまる）競走」が行われている。
場内に投票・払戻窓口はなく、他競輪場分も含めて車券発売・払戻業務は一切行わない。当場開催の「PIST6」はインターネット投票のみである。入場料や場内売店での支払いもすべてキャッシュレス決済で行われ現金を使用することはできない。
PIST6開催時の入場料は「レギュラーシート」2,000円（1949席）・ホームストレッチ側最前列の「プレミアムシート」5,000円（58席）・4～6人用の「BOXシート」8,000～12,000円（3区画）で、デイ・ナイト入れ替え制のため都度の入場券取得が必要である。19歳以下は割引料金となり2歳以下は入場無料となる（ただし膝上での観戦）。他にVIPルームが3室（40,000～60,000円）設けられているが一般販売はされていない
。
2022年4月以降は平日を中心に入場無料となる開催が設定されており、有料開催日においても半額割引やドリンク付きといったクーポンが配布されることがある。なお、2024年4月から2025年3月までの間は一般席の入場が無料（一部開催を除く）となっている。入場券の購入は公式サイトにて会員登録を行った上でクレジットカードによる事前決済が必要であり、入場時にはそのQRコード提示および顔認証用の画像撮影が必要となる。無料開催時は会員登録後に希望する座席を指定するのみで決済は不要である。
2023年9月の開催より全ての開催日のナイト開催において、フードプレートとアルコールを含むドリンク飲み放題がついた「PIST6 パーティーセット」を入場料込で発売している。
2024年4月以降、「A日程（主に土日及び祝日）=1レース発走13:00～12レース発走19:30」と「B日程（主に平日）=1レース発走14:00～12レース発走20:00」という2種類の時間割で開催している（詳細は「PIST6の開催と演出」の項参照）。
2024-2025シーズンのレース実況および場内MCには生明辰也・木部ショータ・桑原秀和・河内一朗など、解説には川井淳史・小屋敷彰吾などのフリーアナウンサー、他に競輪専門誌記者なども起用されている。開催日程によっては勝利選手インタビュアーとして坂上裕子などが加わる事がある。

## 施設

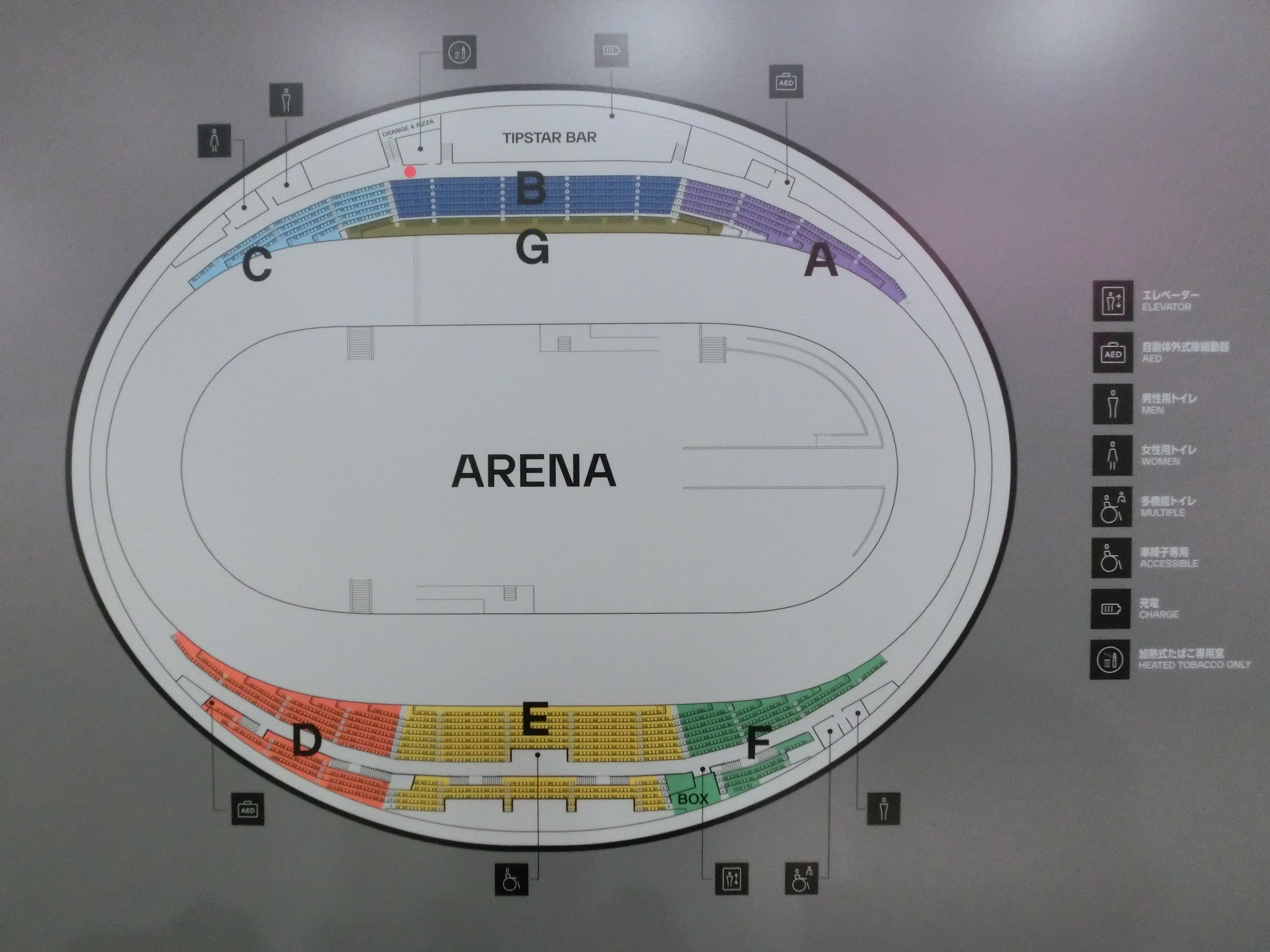
場内マップ

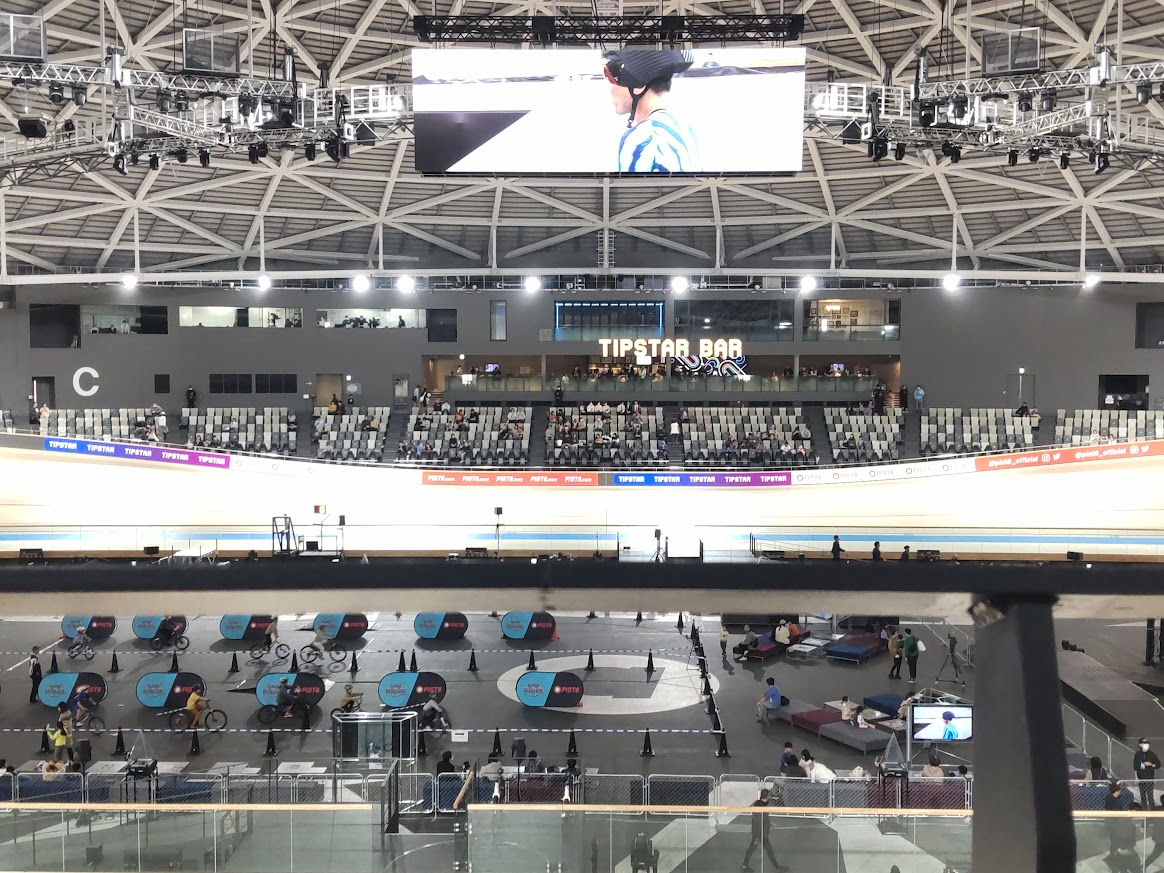
手前からアリーナ、バンク（走路）、ホーム側観客席（2階）、TIPSTAR BAR（3階）、VIPルームと審判室（4階）

当場は千葉市が運営する千葉公園内に位置する。千葉市が2019年に策定した「千葉公園再整備マスタープラン」では「賑わい」を創出するシンボルとしての役割が期待される一方、公園周囲の景観と調和させるためにドームは高さを抑えた（27.2メートル）構造となっている。そのため、建物の設計・施工を担当した清水建設では新たな構造形式「リングシェル（単層張弦ドーム構造）」を採用し、無柱で約1万平方メートルの大屋根を支えて内部空間を確保している。
バンク設計は世界的な自転車競技場設計者であるピーター・ジュネック。フィンランド製の単板積層材（LVL）で構成された木製トラックの最大傾斜は42.6度である。
建物構造は地上4階・地下1階で、1階が入場口エリア・バンク・アリーナ、2階と3階が観客席、4階はVIPルーム及び審判室・映像サブとなっている。また、3・4コーナー（競輪用語でいう2センター）の地下に検車場が設けられ、スロープでバンク内アリーナと接続されている。
一般入場口は2か所。メインエントランスは東（モノレール）側にありバック側に位置する。反対の西（千葉公園屋外プール）側にはサブエントランスがありホーム側に位置する。PIST6の開催時、2023年6月27日以降は原則メインエントランスのみを使用しているが、過去の無料開催日にはサブエントランスのみを使用した例がある。他にVIPエントランスが北西（4コーナー）側にあるが一般客は利用できない。
メインエントランスのホワイエスペースには現代美術家松山智一の壁画と彫刻2作品が常設展示されている。このスペースにはPIST6のグッズショップも設置されている。
前述のとおり観客席はレギュラーシート（A～Fブロック）、プレミアムシート（レカロ製・Gブロック）、BOXシート（4人用2つと6人用1つ・Fブロック）の構成。他に、過去・現在・未来をテーマにしたVIPルーム3室が4階にあるが一般向けの販売は行われていない。観客席とバンクの間は手すりの高さ程度の壁で仕切られているのみで視界を遮るものはない。
観戦はバンク内側の「アリーナ」スペースからでも可能である。バンクより1段低くなっているこの場所は全ての入場者が自由に出入り可能なフリースペースとなっており、ソファーやテーブルも設置されているので飲食に利用することも出来る。選手入場口やインタビュー・表彰ステージはいずれもアリーナに設置されているのでそれらを間近に見られる。大型映像装置がアリーナ上部の天井に設置されホーム側・バック側の2面に表示されているが、直下となるアリーナ観戦者用にはテレビサイズのモニターが複数設置されている。また、1コーナー寄りには実況席が設けられており、レースの実況・解説や場内進行はここで行われている。
飲食店は2024年2月現在3店舗が営業しておりアルコール類も取り扱っている。グッズショップも含めこれら店舗での支払いはキャッシュレス決済（各種クレジットカード、交通系ICカード、QRコード・バーコード決済）のみとなっている。なお、2024年5月以降は原則A日程開催はTIPSTARBARとdrinkshopの2店舗営業、B日程開催はTIPSTARBARのみの営業となっている。
加熱式たばこ専用の喫煙所が設けられており、場内ではここのみで喫煙が可能。また、公衆無線LAN（Free Wi-Fi）が設置されている。
当場は旧千葉競輪場に比べて敷地面積が約3分の1に減少したため、残る跡地には1.4ヘクタールの「ドーム前広場」と、千葉公園総合体育館（YohaSアリーナ～本能に、感動を。～）が作られた。
- グッズショップ
- TIPSTAR BAR
- drinkshop
- サブエントランスとORANGE & PIZZA

## 歴史
施設の老朽化とそれに対する改修予算の確保がままならず廃止が取り沙汰されていた千葉競輪場について、運営委託先であったJPF（当時は「日本写真判定」）が2016年6月、国際自転車競技連合（UCI）公認規格に適合した「屋内250メートル周長の板張り走路」とする全面改修を自社で実施する提案を千葉市に行なった。その後2017年9月に「屋内250メートル周長の板張り走路」への全面改修による競輪場存続が発表され、同年12月15日から17日の開催を最後に千葉競輪場は閉鎖された。
2019年2月15日から旧施設の解体工事に入り、当初は2020年12月の完成予定であったが新型コロナウイルス感染拡大の影響で工事を中断したため工期が遅れ2021年3月へ延期。さらに再延期され同年5月に竣工した。
新しい競輪場の名称は2018年2月時点で「（仮称）千葉公園ドーム」としていたが、建設費用を負担したJPFにちなみ2020年12月に千葉JPFドームと決定した。なお、2021年9月22日にインターネット競輪投票サイト「TIPSTAR」を運営する株式会社MIXIが千葉JPFドームの命名権を取得したことを受けて、2021年10月2日より2031年10月1日までTIPSTAR DOME CHIBA（ティップスター ドーム チバ）と名乗ることが発表された 。
2021年9月8日、千葉市は「250競走」の呼称を「PIST6」とすること、10月2日にそのトーナメント戦「PIST6 Championship」が開幕することを発表した。改正・新型インフルエンザ等対策特別措置法に基づく緊急事態宣言が千葉県内に発令されていたことに伴い当初は無観客で開幕したが、同宣言が解除されたため同年11月13日より有観客開催を開始した。
2024年4月から2025年3月までのほぼ全ての開催において、千葉公園賑わいエリア「芝庭」のグランドオープン記念として、一般観戦席を入場無料とした。
2025年1月26日、PIST6デイ開催分のチケットが全席完売した。

## アクセス

### 鉄道利用
- 千葉都市モノレール 千葉公園駅（西側出入口）徒歩2分、または作草部駅から徒歩5分[46]
- JR東日本･千葉都市モノレール 千葉駅、京成電鉄 京成千葉駅から徒歩15分
- JR東日本 西千葉駅から徒歩10分
- JR東日本 東千葉駅から徒歩15分

※旧競輪場時代にJR千葉駅間で運行されていた無料送迎バスは運行されていない。

### 車利用
- 京葉道路穴川インターチェンジから約10分

千葉公園内にあるTIPSTAR DOME第3駐車場（有料）を利用可。

## PIST6の開催と演出

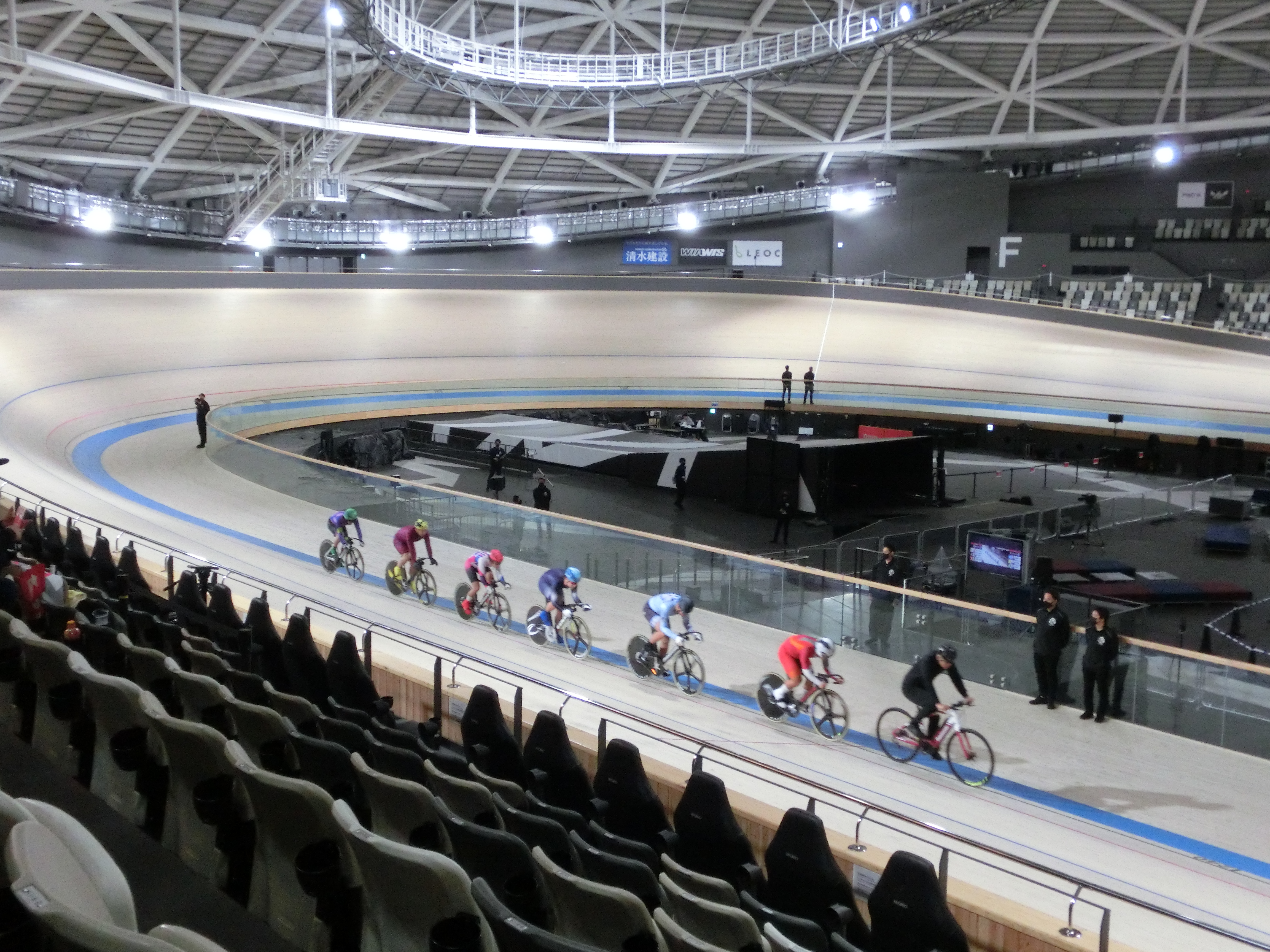
PIST6レースの様子

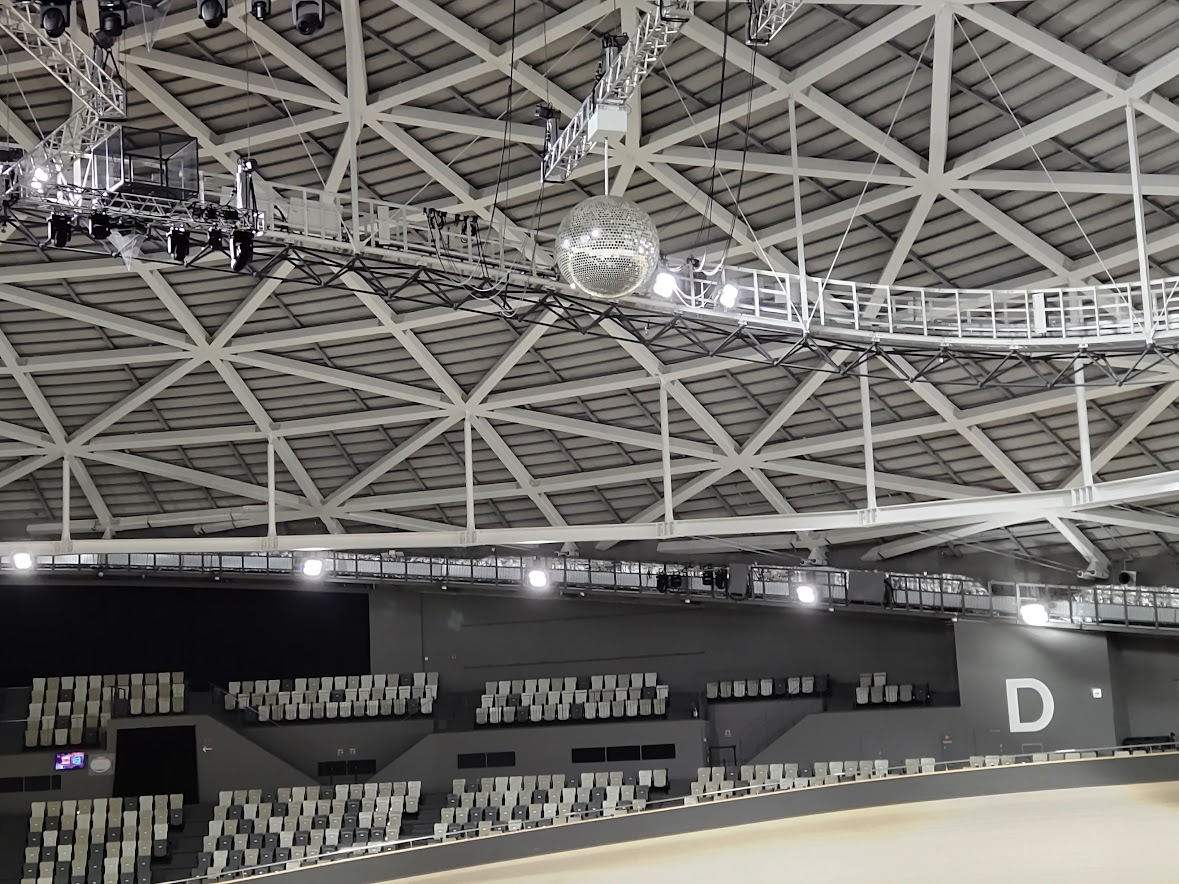
ミラーボール

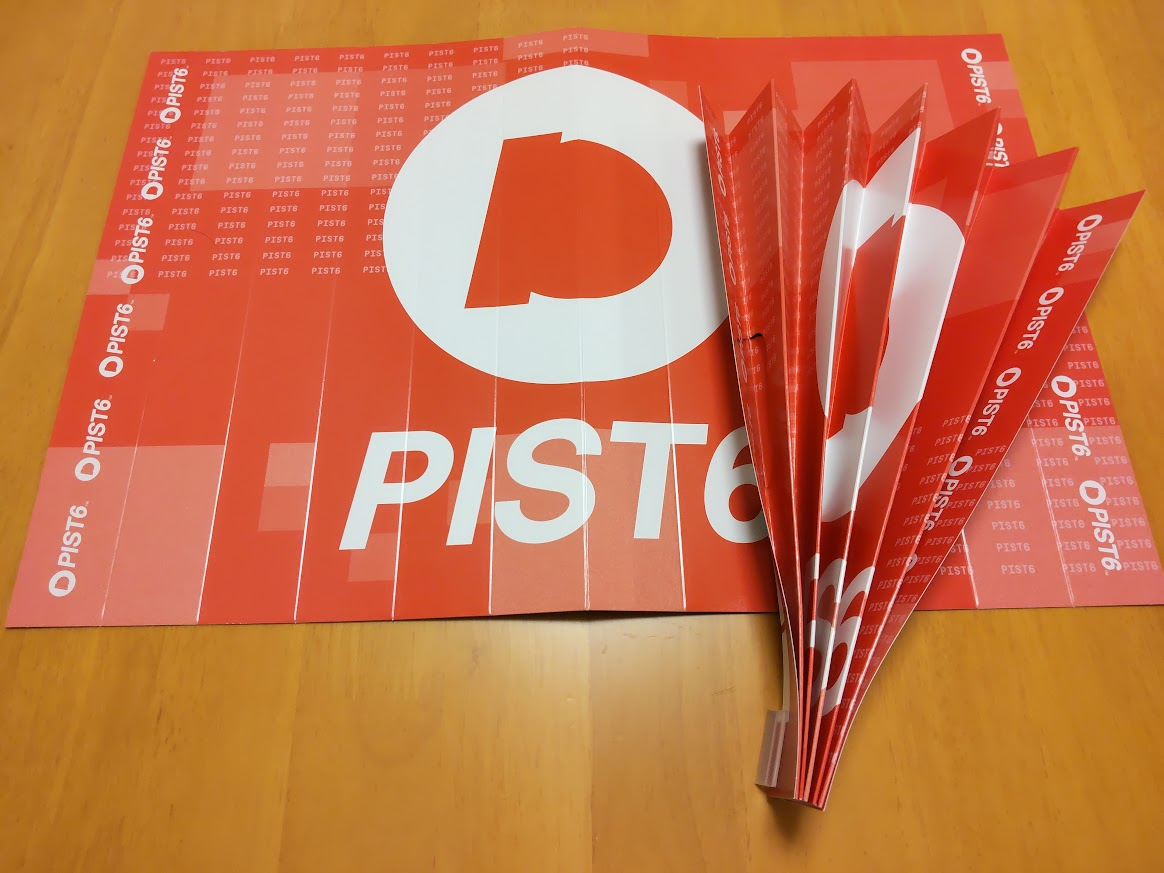
クラッパー

当稿では場内での演出面を中心に解説する。ルールや投票方法など、競技についての解説は
- 1周250メートルの250競走「PIST6」は、全国で唯一この千葉JPFドームのみで行われている。トラックレースのケイリンに近いルールに基づき、ケイリンで使用する機材を用いて最大6車立てで行われ、出場選手36名により開催される。選手は1日にデイ・ナイトで各1走の計2走、2日間で合計4走を走行する。
- 年間100日程度の施行予定とされており、基本的に月2回開催×3日間開催の通常の競輪場よりも多く施行される。千葉市営競輪としての正式な開催回数は年間13回[47]であるが、1つのトーナメントは連続した日程で行われる2日間開催であり、1回の開催の中で複数の節に分けて実施している。2022-2023シーズンまでの開催日程は土曜・日曜開催を基本としていたが、2023-2024シーズンは平日開催の頻度も増え、年度で86日の開催を実施。
- 2024-2025シーズンの開催ではAとB、2種類の時間割が存在する[15]。2024年1月～6月は平日・土休日に関わらずA日程の時間で行われている。

- - 「A日程」 デイの1レース発走13:00、6レース発走15:10。ナイトの7レース発走17:20、12レース発走19:30。
  - 「B日程」デイの1レース発走14:00、6レース発走16:10。ナイトの7レース発走18:20、12レース発走20:30。
- 場内には日本最大級とされるミラーボールが設置されている[48]。
- 来場者に「クラッパー（ハリセンのようなもの）」が配布され、それを鳴らしての応援を行う[49]。
- 選手横断幕の掲出は受け付けていない[50]。

### それぞれのレースの流れ
- 出走表・タイムトライアル結果・ギア情報が表示される。場内MCと解説者によるレースの見どころが紹介される。平日開催はYouTube配信を兼ねているため予想・買い目も発表される。
- 投票締め切り（発走5分前）と同時に選手入場までのカウントダウンが表示される。
- 発走4分前となりカウントダウンが0になると場内が暗転し、選手入場となる。車番1番からMCのコールと共にバンク内のステージに登場し、テレビカメラの前でパフォーマンスを行ってから待機場所に入る。選手入場曲は基本的にレースごとに異なっている。準決勝・決勝は開幕当初からそれぞれ専用の曲が用いられる（決勝の入場曲はイベントのオープニングと同一）が、予選・順位戦・順位決定戦の入場曲は数曲あり、同一セッションでは重複しない（準決勝は3個レースいずれも同一曲）。
- 選手が待機場所に集合すると場内の照明が点灯する。そこにて選手はスタート順に並び変わり、その順でバンクのホーム側より走路に入場する。その後バンクを1周回している間、MCおよび解説者は選手入場ポーズの感想や、選手の車番の見分け方などを解説する。
- PIST6ではファンファーレの類は採用されていないが、選手がスタート位置に就くと、場内BGMが観客からの応援を促す曲に変わる（[注 10]）。ここでカメラが選手のすぐ前方より、スタート位置内側の選手から順に選手を映し紹介する（土休日開催はバンク上のハンディーカメラで、平日開催は1コーナー常設のカメラで映す）。
- ペーサーが発進するとレースのBGMに変わり、公営競技で唯一、本番レース中でも場内にBGMが流れている。レースBGMも通常は各セッションのレースで異なる曲で、準決勝・決勝は専用のものになっている。
- 3周回が終わりペーサーが外れることを「PEDAL ON」と呼び、ここからBGMもテンポの速いものにチェンジする。
- ストップモーション用のカメラは通常のバンク外側の角度の他、ゴールライン真上の天井にも取り付けられている。多くの競輪場で設置されているハイスピードカメラは設置されていない。
- ゴール後の着順発表または審議のお知らせについては審判室から流され、この放送には自動音声システムが用いられる。
  - 審議があった際のパトロールビデオは、失格の有無に関わらず着順決定後に編集が出来次第速やかに場内ビジョンで放映される[51]。
- 審判放送にて着順発表後、場内MCによって改めて着順を発表する。この着順発表画面では、当初は順位とともに上がり200mタイム（速報値）を表示していたが、2022年2月12日開催よりそのタイムを速度に換算して表示するようになった。
  - 正式な上がりタイムについては、PIST6サイトおよびTIPSTARにおいて、最下位選手までのタイムが1／100秒単位で発表される。
  - 写真判定が行われた際は、MCの着順紹介と併せて判定写真が画面に表示される。判定写真の掲示場は4コーナー上通路にある。
- レース終了後には勝利選手インタビューが行われる（長時間の審議や落車事故等発生時には省略される場合がある）。2022年1月中の開催より、レース終了から少し時間をおいてインタビューが行われるようになった。
  - インタビューはアリーナのステージもしくはメインスタンド前のバンク上で実施される。
  - インターネット中継の土休日版では、次のレースの予想が一通り終わった段階で前レースのインタビューをディレイ放映する他、小嶋敬二が勝利しインタビューを受ける場合は、インタビューの長時間化が予想されるため中継での放映がデイ・ナイトそれぞれの最終レース後に放映される場合がある。

- 決勝後は表彰式が行われる。3位以内が登壇し、優勝者は賞金ボードを掲げる。その後、3位・2位・優勝者の順でインタビューが行われる。表彰式終了後、優勝選手はカメラに向かって書いているように見える「カメラサイン」を行う。
  - 以前は、PIST6オリジナルディスクホイールに優勝者がサインをしていた。2021-22シーズン JAPAN HEROESのシーズンファイナルでは、ラウンド戦とは別にファイナル勝者1名のみがディスクホイールにサインを入れた。2022-23シーズンの年間ファイナルでも優勝者1名のサインとなった。
  - 表彰式は勝利選手インタビュー同様、アリーナのステージもしくはメインスタンド前のバンク上で実施される。

2021年10月2日、「PIST6 Championship」が開幕。開幕節では、元ナショナルチーム所属の雨谷一樹が優勝した。雨谷は2021年12月19日の開幕シーズン「JAPAN HEROES FINAL」でも優勝した。

### 各種BGMについて
オープニングショー曲・PSDのダンス曲・選手入場曲・本番レース曲・レーザーショー曲をまとめたアルバムが2022年4月より配信リリースされている。2022年度も複数回のリリースを予定している。
- 「PIST6 VOL.1」 2022年4月2日配信開始。
- 「PIST6 VOL.2」 2022年7月30日配信開始。

### YouTube配信番組
PIST6 公式生配信　として配信を行っている。進行は田中宏美・丸川歩梨・元田芳ほかフリーアナウンサーが担当し、解説は競輪専門誌記者が担当する。
レースの生中継以外は予想に特化した番組内容となっており、勝利選手インタビューは次レースの予想が一段落したのちに録画を放送している。2024年5月よりこのスタイルでの配信は土休日のみの実施となり、平日開催では場内MC・解説者による場内進行と配信放送を兼ねたスタイルに変更された。

## PIST6以外での利用
- 2022年2月23日 日本学生自転車競技連盟主催の全日本学生トラックレースシリーズ第4戦開催。アマチュア競技会の初利用[60]。

- 2022年8月6 - 7日 第9回寬仁親王記念ワールドグランプリ第2戦（兼第6回全日本学生選手権オムニアム大会）開催。国際競技会の初利用[61]。

- 2022年7月 JPFの千葉サイクルクラブ250による一般ピストバイク所有者向け走行会実施。また、PIST6の走路点検に使用されている電動キックボードの走行会も行われている[要出典]。

- 2023年2月5日 アリーナ部分を用いバスケットボール・3x3のFIBA 3x3 Challenger 2023予選大会（日本代表決定戦）開催。自転車競技以外のスポーツ大会初利用[62]。

- 2023年7月29日 3x3.EXE 開催。試合間にPIST6エキシビジョンレースを実施（他競技開催時に自転車レースを行う初の例）[63]。

- 2023年6月11 - 21日 FPSゲーム「VALORANT」世界大会「VALORANT MASTERS TOKYO」を11日間開催[64]。

- 2023年8月25 - 27日 全日本大学対抗選手権自転車競技大会開催[65]。

- 2023年9月 当場で撮影された『炎の体育会TV2023秋SP』の企画「THE ストロングマン」第2回大会がTBS系列にて放送[66]。2024年3月放送の第3回大会でも使用されている。
- 2024年5月7日 - 21日 千葉テレビ『白黒アンジャッシュ』の公開収録[注 11]を放送[67][68]。

スポーツ以外では、新型コロナウイルスの影響で中止となった千葉市成人式の代替イベント『市制100周年記念「令和3年もうひとつの成人式」』が2021年10月31日に開催されたほか、映画の上映会場として用いられたこともある。

### ミュージックビデオの撮影
- 乃木坂46「悪い成分」（31枚目シングル収録アンダー曲）[71][72]
- BE：FIRST「Milli-Billi」（BE：1収録曲）